# Valeriya Məmmədova
Valeriya Məmmədova; z d. Korotenko; (ur. 29 stycznia 1984 w Baku) – azerska siatkarka, reprezentantka kraju, grająca na pozycji libero. Obecnie występuje w drużynie Azerrail Baku.

## Życie prywatne
Wyszła z mąż, za azerskiego judokę Nijata Məmmədova.

## Sukcesy klubowe
Mistrzostwo Azerbejdżanu:
- 2001, 2002, 2003, 2004, 2005, 2006, 2007, 2016
- 2011, 2017
- 2013, 2015

Puchar Top Teams:
- 2002

Puchar Szwajcarii:
- 2008

Mistrzostwo Szwajcarii:
- 2008

Puchar CEV:
- 2009

Mistrzostwo Turcji:
- 2009

Puchar Challenge:
- 2011

## Sukcesy reprezentacyjne
Liga Europejska:
- 2016

## Nagrody indywidualne
- 2005: Najlepsza libero Mistrzostw Europy
- 2009: Najlepsza przyjmująca Pucharu CEV
- 2011: MVP Pucharu Challenge
- 2013: Najlepsza broniąca azerskiej Superligi w sezonie 2012/2013
- 2016: Najlepsza libero azerskiej Superligi w sezonie 2015/2016
- 2017: Najlepsza libero Mistrzostw Europy

## Zdjęcia

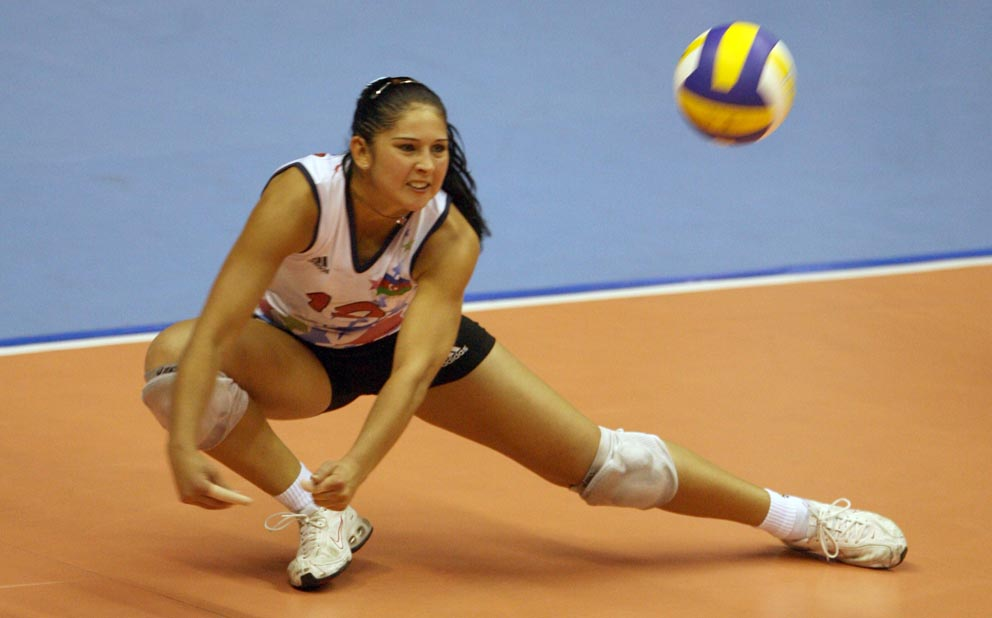
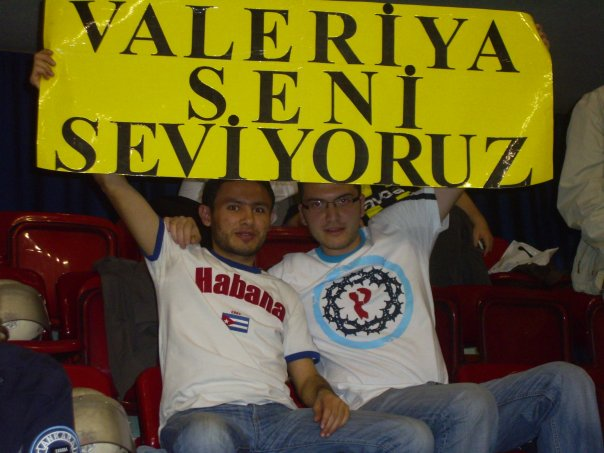
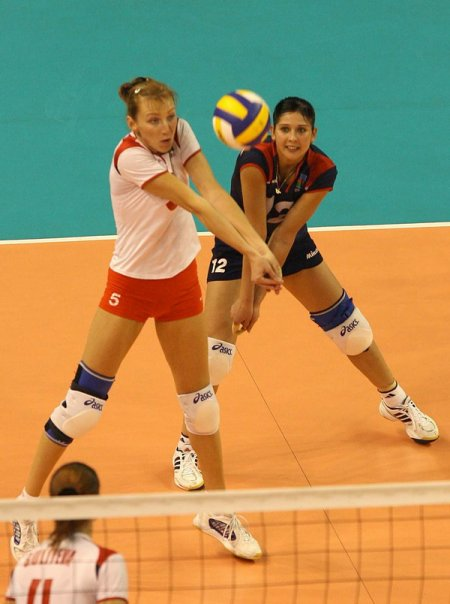
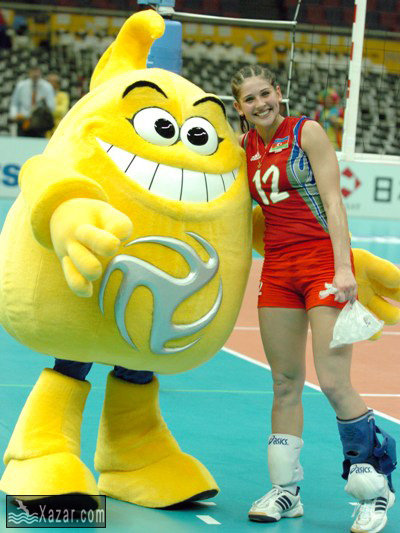
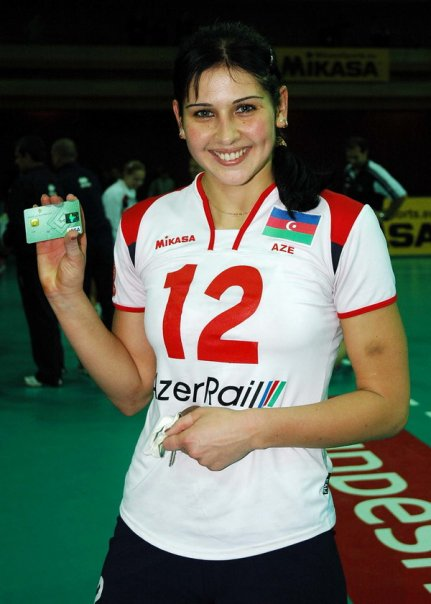
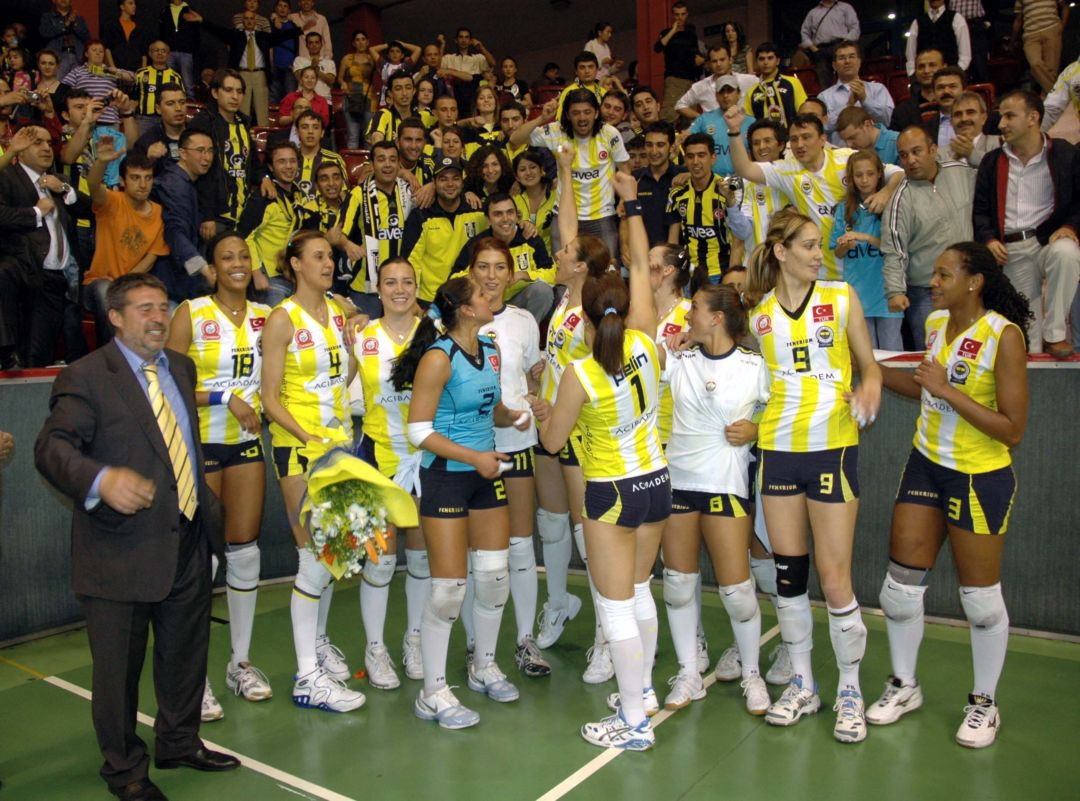